# Pablo de Laguna
Pablo de Laguna (El Espinar, Segovia, ? - Madrid, 30 de julio de 1606), eclesiástico, jurista y hombre de estado español. 

## Biografía
Estudió jurisprudencia en la Universidad de Salamanca, donde fue colegial en el Mayor de San Salvador de Oviedo. Canónigo de Segovia, arcediano de Cuéllar; oidor de la Real Chancillería de Granada, del Consejo Real de Castilla, visitador de los Ministros de la Hacienda Real, del Consejo Supremo de la Inquisición, gobernador del Consejo de Hacienda (1592-1595), presidente del Supremo de las Indias (1595), obispo de Córdoba (1603-1606).
Fue presentado al obispado de Córdoba por el rey Felipe III en abril de 1603. Tomó posesión en su nombre el canónigo don Francisco de Vera y Aragón, arcediano de Pedroche, el 30 de septiembre de dicho año, y el obispo se quedó en Valladolid, donde se consagró. Entró en Córdoba a primero de noviembre, y el día 12 fue la primera vez al cabildo, según la costumbre de sus antecesores.
Murió estando en Madrid el domingo 30 de julio de 1606. En su testamento legó 5.000 ducados a la fábrica de la catedral, y mandó que fuese trasladado su cuerpo a ella, y se le diese sepultura en el sitio que pareciese al cabildo. Estuvo depositado en el convento de Carmelitas Descalzos hasta el año 1607, en que se trasladó a Córdoba, y fue sepultado en el crucero, junto al obispo don Leopoldo de Austria al lado de la epístola. En su patria fundó el convento de religiosas franciscas, y dotó dos capellanías en la iglesia parroquial. De este prelado trató Gil González en el "Teatro de las grandezas de Madrid", y don Bernardo de Vargas Machuca le dedicó el libro titulado "Milicia y descripción de las Indias". 
Su epitafio dice así: 

D.O.M.S.
DOMINUS D. PAULUS DE LAGUNA SUPREMI CONSILIG INDIARUM PRAESES,
 EPISCOPUS CORDUBENSIS, PRUDENTIA, ET JUSTITIA INSIGNIS,
 ET OBIJT TERCIO KALENDAS SEXTILIS MDCVI.

### Familia
Su sobrina María de Laguna, natural de El Espinar, hija de su hermano Alonso Martínez de Laguna y de María Millán, estaba casada con Fernando Messía de Fuentes Carrillo y Guzmán, Caballero de la Orden de Santiago, Veinticuatro de Jaén, y alcalde Mayor de Sevilla (bisnieto de los señores de La Guardia y Santofimia), fue abuela de Francisco Manuel (de Lando) y Ruiz de León, I conde de Santa Cruz de los Manueles (1693), Caballero de la Orden de Alcántara, Veinticuatro de Córdoba, corregidor de Murcia, Segovia y Burgos.
| Predecesor: Rodrigo Vázquez de Arce      | Gobernador del Consejo de Hacienda 1592 - 1595 | Sucesor: Francisco de Rojas Enríquez         |
| Predecesor: Pedro Moya de Contreras      | Presidente del Consejo de Indias 1595 - 1602   | Sucesor: Pedro Fernández de Castro y Andrade |
| Predecesor: Francisco de Reynoso y Baeza | Obispo de Córdoba 1603 – 1606                  | Sucesor: Diego de Mardones                   |